# می‌اندیشم پس هستم
می‌اندیشم، پس هستم یا فکر می‌کنم، پس هستم (به لاتین: Cogito ergo sum) جملهٔ معروف رنه دکارت، فیلسوف فرانسوی، است. این جمله که ابتدا در رساله گفتار در روش و سپس در اصول فلسفه آمده‌است، اولین اصل دکارت است که با تکیه بر آن فرضیه مابعدالطبیعه (متافیزیک) خود را در کتاب تأملات در فلسفه اولی بنیان نهاد و «اعتمادبه‌نفس» را به عنوان اصالت در علم فلسفه گنجاند. محتوای این جمله از نوع استنتاج منطقی نیست، بلکه نوعی شهود عقلی است.

## ترجمه و تلفظ
تلفظ اصلی، «کوگیتو ارگو سوم» است، ولی در فارسی بیشتر از گویش فرانسوی کوژیتو … استفاده می‌شود. ترجمه «من فکر می‌کنم، پس کسی هستم» امانت‌دارانه نیست بلکه با اضافه کردن «کسی» معنی را به نوعی باز کرده، در صورتی که «هستی = بودن» و «کسی بودن = شخصیت» تفاوت بسیاری با یکدیگر دارند. دکارت در آثار اولیه خود می‌گوید: «ego cogito, ergo sum» که همان من می‌اندیشم … است ولی بعدها «من» از جمله حذف شده‌است.